# Plantago trichophora
Plantago trichophora är en grobladsväxtart som beskrevs av Merrill och Perry. Plantago trichophora ingår i släktet kämpar, och familjen grobladsväxter. Inga underarter finns listade i Catalogue of Life.